# 효촌초등학교
효촌초등학교는 대한민국 경기도 양주시에 있는 공립 초등학교이다.

## 학교 연혁
- 1937. 07. 01 가납국민학교 부설 효촌 간이학교 개교
- 1944. 04. 01 가납국민학교 부설 효촌분교장으로 승격
- 1958. 04. 01 효촌국민학교로 승격, 6학급 편성
- 1964. 04. 01 현 위치로 학교 이전
- 1984. 06. 15 효촌초등학교 병설 유치원 개원, 1학급 편성
- 1996. 03. 01 효촌초등학교로 개칭
- 2012. 09. 01 혁신학교 지정
- 2013. 09. 01 제22대 김정복 교장 취임
- 2015. 02. 13 제57회 졸업(총 졸업생 1,403명)
- 2015. 03. 01 6학급 편성 운영